# Hesperetyna
Hesperetyna to związek zaliczany do flawanonów, będących rodzajem flawonoidów. Hesperetyna w postaci swojego glikozydu, hesperydyny, jest dominującym flawonoidem w cytrynach i pomarańczach.

## Właściwości
Hesperetynę po raz pierwszy otrzymano w 1928 roku za pomocą hydrolizy hesperydyny. Naturalna hesperetyna jest chiralna. (S)-(-)-Hesperetyna wykazuje skręcalność optyczną o wartości -37,6° (c = 1,8 M w etanolu, 27 °C).

## Farmakologia
Hesperetyna, która może być znaleziona w sokach cytrusów, jest flawonoidem obniżającym cholesterol. Szacuje się, że zmniejsza masę estru cholesterolu i hamuje wydzielanie apolipoproteiny B (ApoB) do 80%. Hesperetyna może również posiadać właściwości przeciwutleniające, antyallergiczne, hipolipidemiczne, chroniące naczynia krwionośne (angioochronne), przeciwnowotworowe i przeciwzapalne. Ze względu na swoje właściwości może być pomocna w leczeniu nadciśnienia.